# Molières-Cavaillac
Molières-Cavaillac ist eine französische Gemeinde mit 903 Einwohnern (Stand 1. Januar 2022) im Département Gard in der Region Okzitanien.

## Geografie
Die Gemeinde Molières-Cavaillac liegt im Süden der Cevennen und wird wesentlich durch das Tal des Flusses Arre geprägt. Mit denen sich östlich entlang des Tals der Arre fast unmittelbar anschließenden Ortschaften Le Vigan und Avèze bildet die Kommune einen kleinen Verdichtungsraum mit mehreren tausend Einwohnern, der innerhalb einer sonst sehr dünn besiedelten Gebirgsregion liegt. Die nächstgelegenen Großstädte sind das 74 Kilometer südlich gelegene Montpellier sowie die Stadt Nîmes, die über die Straße 86 Kilometer entfernt in südöstlicher Richtung befindet.
Neben dem oberhalb des Flusstals gelegenen Kernort Molières und der zur flussnahen Ebene gehörenden Ortschaft Cavaillac umfasst das Gemeindegebiet die Weiler Lasfons, Rugnès, Le Buisson sowie weitere Einzelhöfe. Das Dorf Molières liegt geologisch gesehen auf einem großen Kalkfelsen, der sich in westlicher Richtung fortsetzt. Der Untergrund der Ebene ist kohlehaltig.
Die Nachbargemeinden von Molières-Cavaillac sind Bréau-Mars im Norden, Avèze im Osten, Pommiers im Südosten, Montdardier im Süden und Arre sowie Bez-et-Esparon im Westen.

### Infrastruktur
Durch das Tal verläuft die D999, die Richtung Osten über Le Vigan und Avèze nach Ganges führt, von wo aus Anbindungen nach Montpellier und Nîmes bestehen. In westliche Richtung verläuft sie durch dünn besiedelte Gegenden bis zur Autoroute A75. Die D48 führt Richtung Norden in das fast unbewohnte Gebiet des Mont Aigoual und bindet Richtung Süden an die kleinen Dörfer der Causse de Blandas an.

## Geschichte
Die Ersterwähnung des Dorfes erfolgte 1162 unter dem Namen Moleyrüs. Damals existierte vor Ort eine Kirche und zudem einige Mönche. 1384 gab es in Molières vier Haushalte und eine Befestigungsanlage, aus dessen Grundriss die heute bestehende Kirche wurde. Die damalige Anlage hatte sehr dicke Mauern und umfasste einen Glocken- und Uhrturm. Die Namensfassung Molières erschien erstmals in einem Dokument von 1435. Im 16. Jahrhundert wurde der Ort verstärkt zur Heimat von protestantischen Hugenotten und war entsprechend von den Religionskriegen betroffen, in deren Verlauf die protestantische Kirche zerstört wurde. Dies führte 1623 dazu, dass die in Frankreich zeitweise verfolgten Hugenotten 1623 die bislang katholische Kirche für sich beanspruchten. 1651 nutzte ein Adliger namens Pierre de Montfaucon die von Unruhe und Aufständen geprägte Gesamtlage, um die lokale Festungsanlage als Stützpunkt für eine plündernde Bande zu machen, was ihm eine bis 1668 andauernde Einkerkerung einbrachte. Molières war auch Schauplatz des von 1702 bis 1705 andauernden Cevennenkrieg und wurde im Verlauf des Konflikts 1703 von katholischen Truppen mit Mauern befestigt. 1826 wurde schließlich die protestantische Kirche an ihrem ursprünglichen Ort wieder aufgebaut.
Ab 1794 kam es in der Ebene zur Förderung von Steinkohle, die 1906 wieder eingestellt wurde. Ursächlich dafür war das begrenzte Vorkommen sowie die Tatsache, dass regelmäßig Wasser in die Minen lief. Zwischen 1925 und 1931 wurde die Förderung in Zeiten extremer Trockenheit auf Initiative der lokalen Grundbesitzer nochmals aufgenommen. Das Handwerk des Spinnens war in der Gemeinde einst verbreitet und fand 1957 sein abschließendes Ende. Dies wurde durch die bis 1940 praktizierte Seidenraupenzucht ergänzt. Neben dem Weinbau prägten über Jahrhunderte auch Olivenbäume die lokale Landwirtschaft. Nachdem bereits im Winter 1788/1789 zahlreiche dieser Bäume erfroren, geschah dies 1956 erneut und führte zu einer Einstellung dieses Wirtschaftszweiges.
Verwaltungstechnisch erfolgte am 26. Januar 1894 auf Beschluss des Gemeinderats die Umbenennung der Gemeinde von Molières in Molières-Cavaillac, um eine Verwechslung mit der ebenfalls im Département Gard gelegenen Kommune Molières-sur-Cèze zu vermeiden. Im späten 20. Jahrhundert setzte ein Aufwärtstrend bei der Bevölkerungszahl und der wirtschaftlichen Entwicklung ein. Begleitet wurde dies beispielsweise durch die Einrichtung eines Aktivitätenparks mit Bewegungs- und Sportmöglichkeiten am Ufer der Arre.

## Bevölkerungsentwicklung
| Jahr      | 1962 | 1968 | 1975 | 1982 | 1990 | 1999 | 2006 | 2013 |
| --------- | ---- | ---- | ---- | ---- | ---- | ---- | ---- | ---- |
| Einwohner | 364  | 358  | 504  | 617  | 705  | 800  | 921  | 929  |

Im Jahr 1793 zählte die Gemeinde 700 Einwohner und behielt dieses Niveau während des 19. Jahrhunderts bei gewissen Schwankungen bei. Von 682 Menschen, die 1911 erfasst wurden, setzte in den darauffolgenden Jahrzehnten ein schneller Abwärtstrend ein, der die Bevölkerung bis 1954 auf den historischen Tiefstand von nur noch 347 Bewohnern reduzierte. Ab etwa 1970 kehrte sich der Trend um und es folgte ein starker Anstieg der Bewohnerzahl, durch den in den 2000er-Jahren die Zahl von 900 Einwohnern überschritten wurde. Dies geht mit einer positiven wirtschaftlichen Entwicklung einher und widerspricht dem regionalen Trend, wonach die meisten Gemeinden zumindest kein Wachstum verzeichnen und deutlich unter ihrer einstigen Bewohnerzahl liegen.